# Skattån
Vattendrag i mellersta Lappland, Arvidsjaurs kommun, Norrbottens län. Vänsterbiflöde till Skellefteälven. Rinner upp i sjön Baktsjaure (394 m ö.h.) ca 25 km s om Arvidsjaur. S. är ca 10 km lång, inkl. källflöden 40 km. Största biflöde är Gallakbäcken.